# In cucina niente regole
In cucina niente regole (Love's Kitchen) è un film del 2011 diretto da James Hacking, primo film per lo chef pluristellato Gordon Ramsay, che interpreta se stesso in un cameo.

## Trama
Dopo che la moglie muore in un incidente d'auto, Rob Haley, grandissimo chef, inizia a non amare più la cucina e lentamente scivola su di una cucina dozzinale. Il colpo di grazia arriva da una recensione negativa che lo mette di fronte alla realtà di quanto stia accadendo. Il suo amico Gordon Ramsay lo va a trovare e lo sprona a ritornare ad essere quello di una volta. Haley allora si trasferisce in campagna con la figlia e alcuni membri leali del suo staff per acquistare un locale visto da sua moglie prima di morire e lo trasforma in un gastropub, tra lo scetticismo degli abitanti del paese. Nel giorno di apertura del ristorante, arriva la critica gastronomica americano Kate Templeton che aveva scritto la recensione negativa. Tra i due scatta una divertente discussione e senza dire nulla, Kate sponsorizza il locale che rinasce. Pian piano tra i due nasce l'amore, con la benedizione della piccola Michelle. Dopo varie vicissitudini, un suo vecchio amico, un critico televisivo, decide di fare una trasmissione proprio nel locale di Rob, esaltando la qualità della sua cucina e da lì ci sarà un continuo successo per il ristorante sotto la gestione di Haley e Kate felicemente innamorati.

## Produzione
Il film è basato sulla storia vera di un proprietario di un pub, John Hailey, su cui è stato basato il personaggio di Rob Haley. Il personaggio di Kate Templeton è basato su un gioco di parole, in quanto il pub era un locale per Kate Middleton, in seguito duchessa di Cambridge. La sceneggiatura è stata scritta da James Hacking, che ha poi diretto il film nonché suo primo lungometraggio. Ha inoltre fornito i finanziamenti per lo stesso film. Dougray Scott e Claire Forlani sono stati messi nel film uno di fronte all'altro, anche se nella vita reale sono marito e moglie. Ha scritto una lettera direttamente allo chef Gordon Ramsay, senza passare attraverso i suoi agenti, chiedendogli di essere nel film, spingendo il celebre chef ad accettare il ruolo .Il film è stato il debutto in qualità di Ramsay, e ha accettato di comparire a proprie spese.Il nome di Gordon Ramsay è stato trascritto erroneamente nei titoli di coda come "Ramsey".
Le scene del film sono state girate in loco nell'Elstree Studios. In una scena, dove Michelle Ryan guida un'Alfa Romeo, durante un'accelerata la macchina ha perso aderenza nelle ruote posteriori ma grazie alla sua esperienza di guida di auto sportive e a delle giornate in pista è riuscita a tenere la macchina sotto controllo. Le riprese del film sono state completate nel marzo del 2009